# Аммиачные удобрения
Аммиачные удобрения — азотные удобрения, содержащие азот в аммиачной (аммонийной) форме. К ним относятся нитрат аммония NH4NO3, сульфат аммония (NH4)2SO4, хлорид аммония NH4Cl, карбонат аммония (NH4)2CO3 и гидрокарбонат аммония NH4HCO3 , аммиак жидкий, аммиачная вода,  сульфид аммония (NH4)2S, а также азотно-фосфорные удобрения (аммофос и диаммофос), азотно-калийные удобрения и др. Все аммиачные удобрения хорошо растворимы в воде, и их азот быстро усваивается растениями.